# Nadia Ghulam
Nadia Ghulam Dastgir, född 4 juli 1985 i Kabul, är en afghansk kvinna som under tio år utgav sig att vara sin döde bror för att undvika talibanernas restriktioner mot kvinnor. År 2010 gav hon ut en bok som skildrar hennes upplevelser och som är skriven tillsammans med Agnés Rotger: El secret del meu turban. Boken vann det litterära priset Prudenci Bertrana.